# Junge Frau mit Wasserkanne am Fenster
Junge Frau mit Wasserkanne am Fenster (Originaltitel Vrouw met waterkan) ist ein von Jan Vermeer im Jahre 1664 bis 1665 gemaltes Ölgemälde. Das 45,7 Zentimeter hohe und 40,6 Zentimeter breite Bild zeigt eine junge Dame mit einer Wasserkanne in der Hand vor einem Fenster. Das Gemälde ist seit 1889 Teil der ständigen Sammlung des Metropolitan Museum of Art in New York City.

## Bildbeschreibung
Im Zentrum befindet sich eine junge Frau. Mit der rechten Hand öffnet sie ein Fenster, während sie mit der linken Hand nach einer Wasserkanne greift. Diese Kanne wiederum steht in einem größeren Teller. Beide Gegenstände befinden sich, mit weiteren Gegenständen, auf einem Tisch. Dieser ist mit einer rotgeblümten Decke geschmückt. Hinter dem Tisch steht ein Stuhl, auf dem ein blauer Stoff liegt. Dem Blick der Dame zu folgen, sieht diese gerade aus dem Fenster. Die Kleidung der jungen Frau besteht aus einem dunkelblauen Rock, darüber trägt sie ein schwarzgelbes Oberteil. Als Kopfbedeckung dient ihr ein weißes Tuch.
Im Hintergrund des Bildes hängt eine Landkarte an der Wand.